# 陕西飞机工业集团
33°08′30″N 107°11′56″E / 33.141791°N 107.198925°E
陕西飞机工业（集团）有限公司（英語：Shaanxi Aircraft Corporation，简称陕飞）位于中国陕西省汉中市城固县，隶属中国航空工业集团（原三机部、航空工业部、航空航天工业部），创建于1969年三线建设时期，主厂区代号 182，因此也称“182厂”。1969年11月由中共中央批准在原歼击机制造厂基础上建设。是目前中国唯一研制、生产大中型军民用运输机的大型国有军工企业。
2001年，经过全面的公司化改造，陕飞成为涉及飞机制造、汽车制造、大型工艺装备制造、建筑安装、交通运输、商贸服务等多领域的大型集团公司。主导产品有运-8、运-9系列飞机、汽车系列工装及夹具、模具、刀具、量具、标准件等多项民用产品。

## 圖片

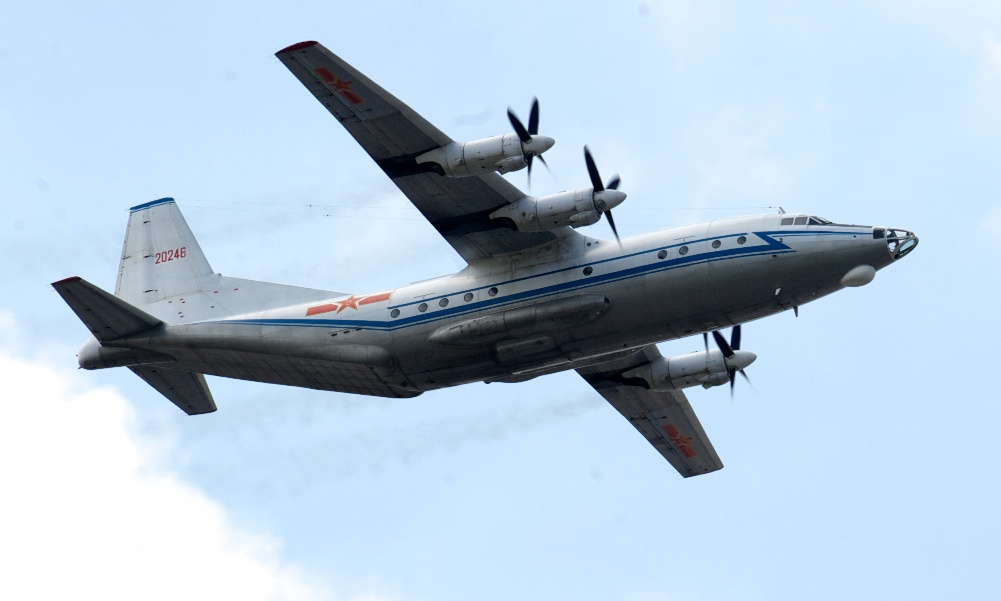
Y-8
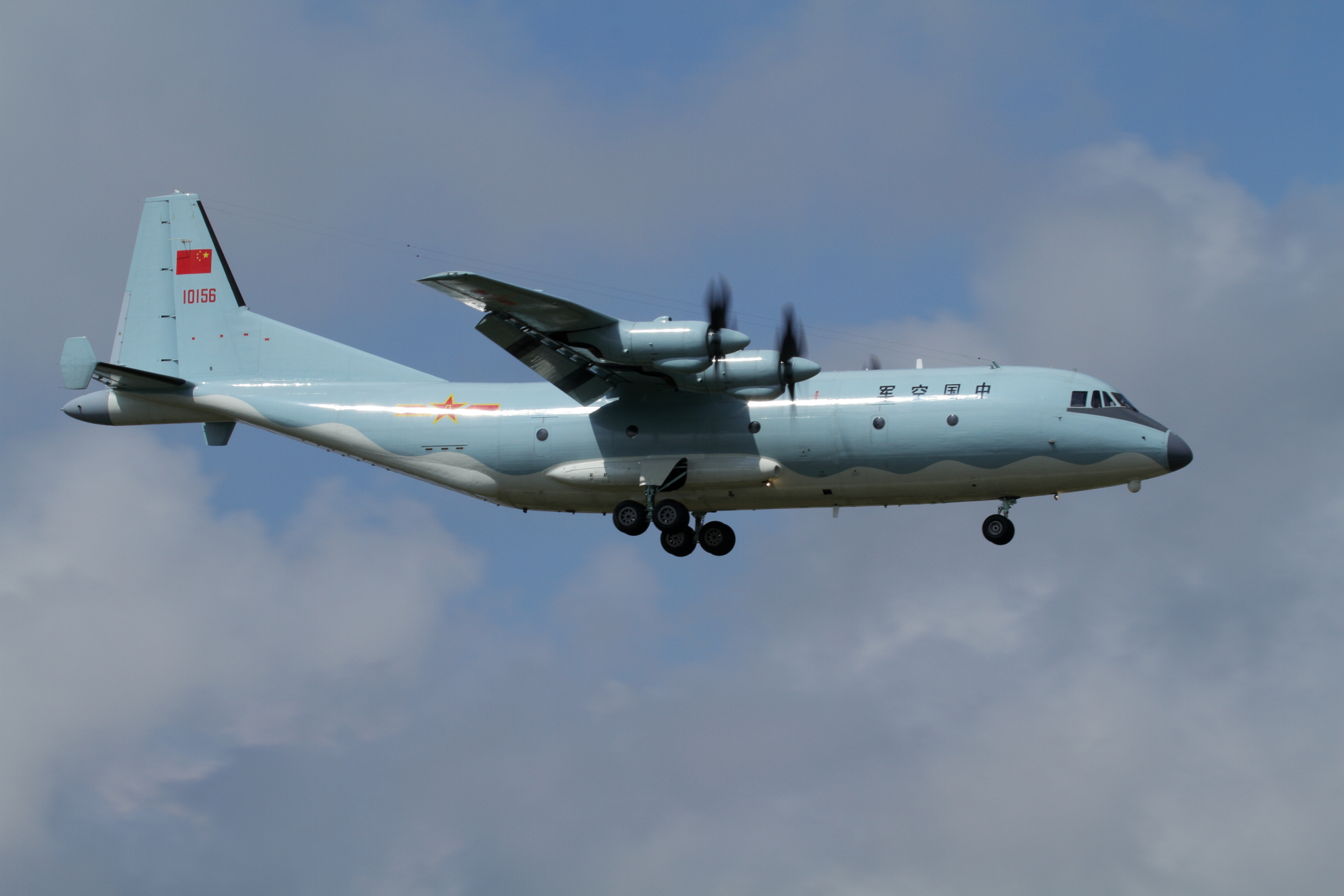
Y-9
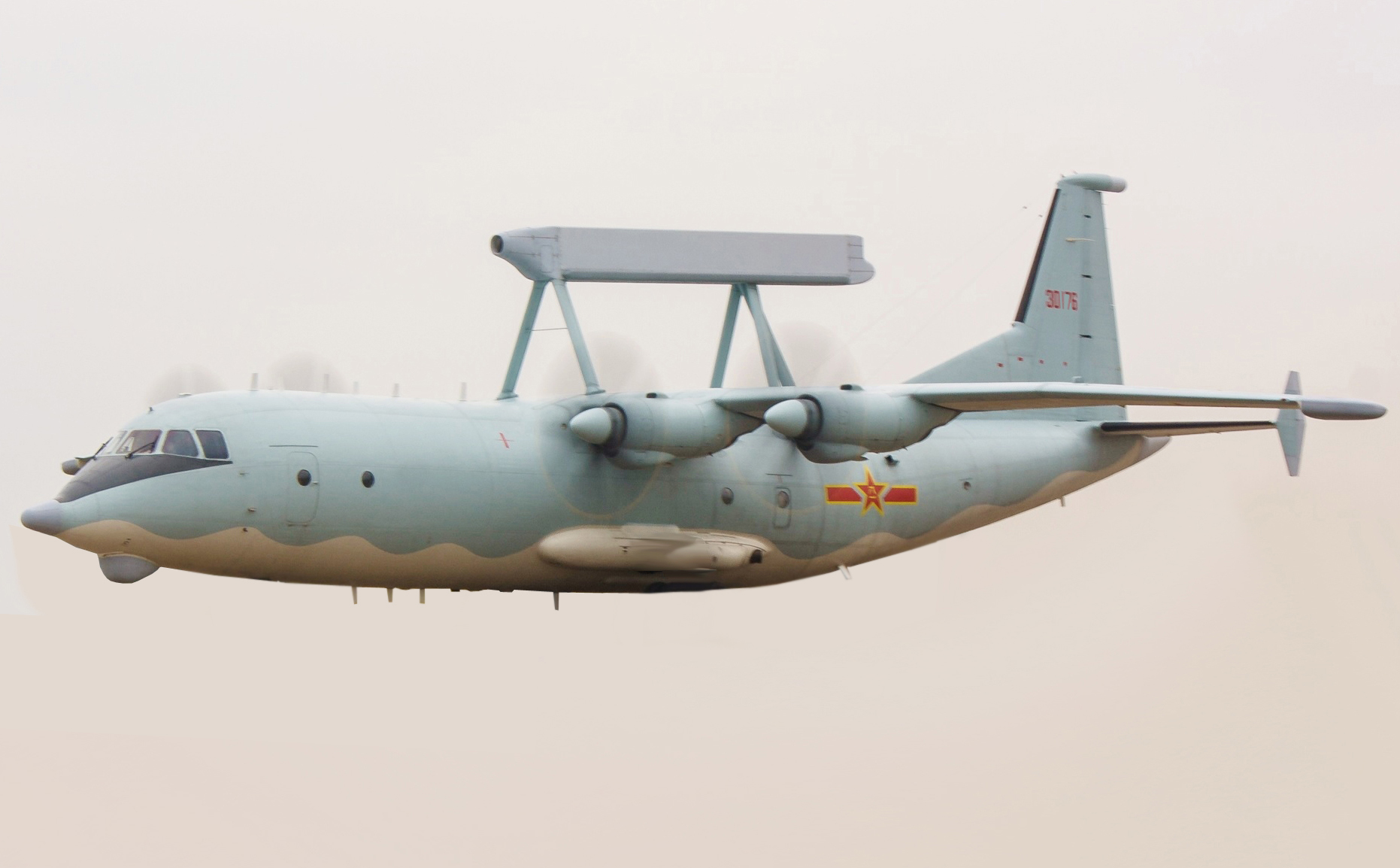
KJ-200
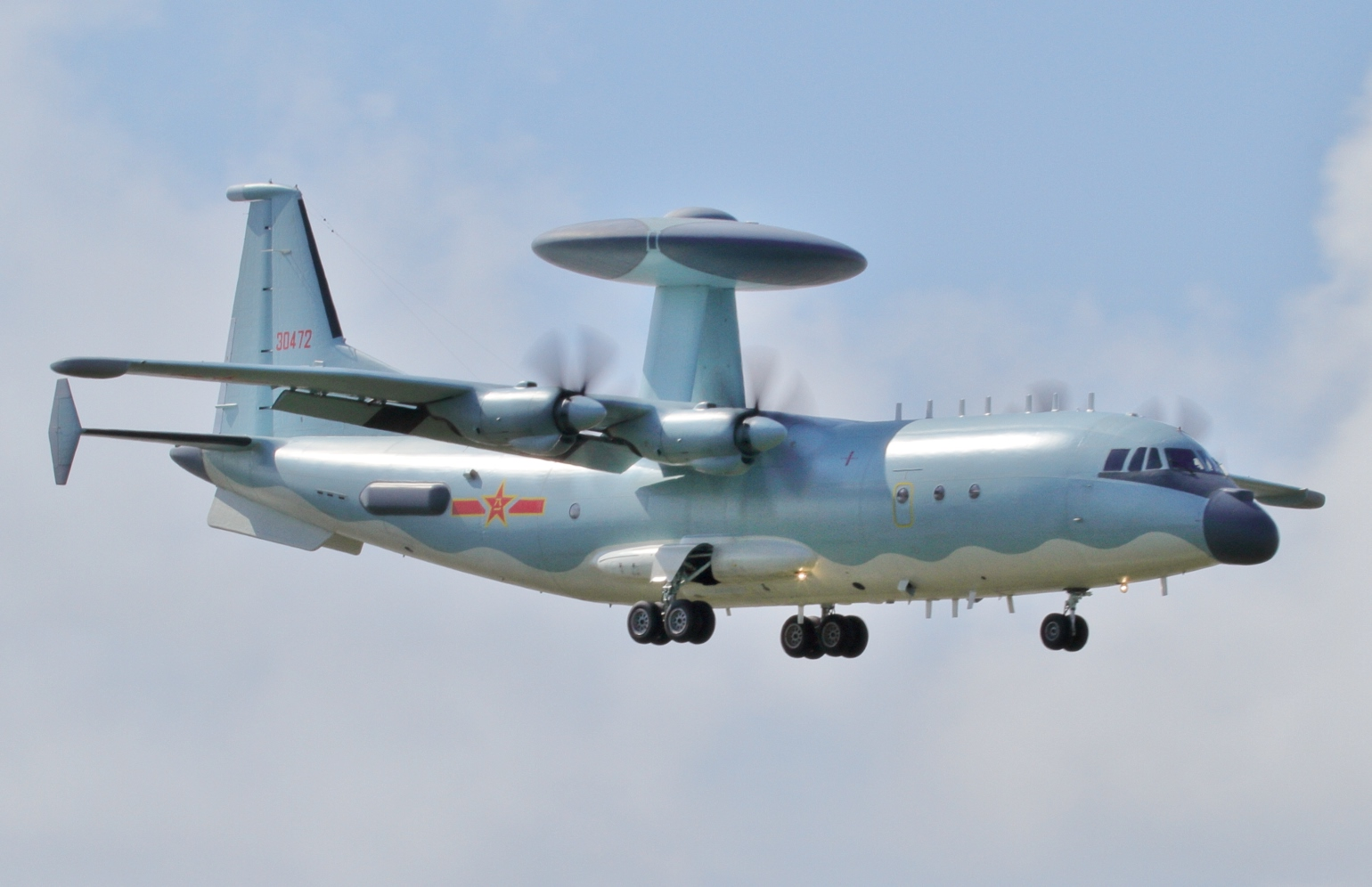
KJ-500
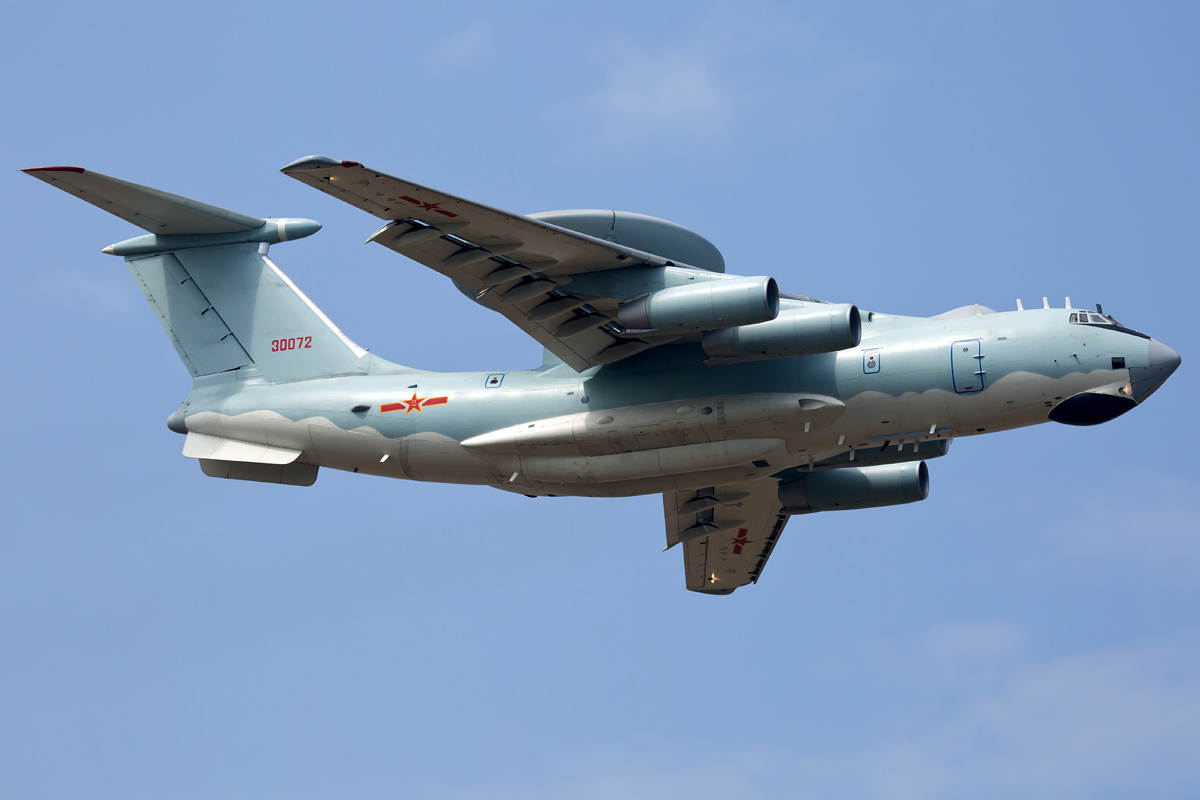
KJ-2000